# Cijanokobalamin
Cijanokobalamin je najrasprostranjenija forma vitamina B12. Vitamin B12 je generički naziv za sve provitamine vitamina B12. Telo može da konvertuje cijanokobalamin to bilo koju od aktivnih formi vitamina B12, npr. metilkobalamin.

## Hemijske osobine
Cijanokobalamin je najpoznatiji i najviše proizvođeni provitamin iz familije B12 vitamina (familije hemikalija koje funkcionišu kao B12 kad se unesu u telo). Cijanokobalamin je najstabilnija forma ovog vitamina na vazduhu. On se najlakše kristališe, i stoga se lako prečišćava nakon proizvodnje bakterijskom fermentacijom, ili sintezom in vitro. On se može dobiti u obliku tamnih crvenih kristala ili kao amorfni crveni prah. Cijanokobalamin je veoma higroskopan u svojoj anhidratnoj formi, i malo je rastvoran u vodi (1:80). Stabilan je pri kratkotrajnom autoklaviranju na 121 °, ali je veoma nastablian pri izlaganju svetlosti.
Kod životinja se cijanidni ligand zamenjuje drugim grupama (adenozil, metil), koje su biološki aktivne. Preostali deo cijanokobalamina ostaje nepromenjen.

## Spoljašnje veze
|  | Molimo Vas, obratite pažnju na važno upozorenje u vezi sa temama iz oblasti medicine (zdravlja). |